# 코넬 대학교 법학대학원
코넬 로스쿨(Cornell Law School 코넬 로스쿨[*])은 미국 코넬 대학교의 법학전문대학원(law school)이다. 아이비리그 로스쿨 중 하나이며 흔히 탑14이라고 불리는 최상위권 명문 로스쿨 중 하나이다. 3년 J.D.(법무박사), 1년 LL.M.(법학석사), J.S.D.(법률과학박사) 학위과정을 제공한다.
외국 법률가들이 입학하는 LL.M. 과정은 2006, 2008, 2010, 2011 및 2012년에 전미 1위를 차지하여 최고로 평가받고 있다.
J.D. 과정 입학현황을 보면 2012-2013년 입시기간 동안 약 190명 정원에 약 4,000명의 지원을 받았다. 2015년 가을에 입학한 J.D. 신입생들의 LSAT 점수의 중간값은 167이었고 학부 GPA의 중간값은 3.74이었다. 신입생들의 14.5%가 외국인이었다. LL.M. 과정은 보통 55~65명 정원에 약 950명의 지원을 받는다.
코넬 로스쿨 학생들은 공직보다는 주로 대형로펌(biglaw)에서 진로를 찾는 경향이 있는 것으로 알려져 있다.

## 출신 인사

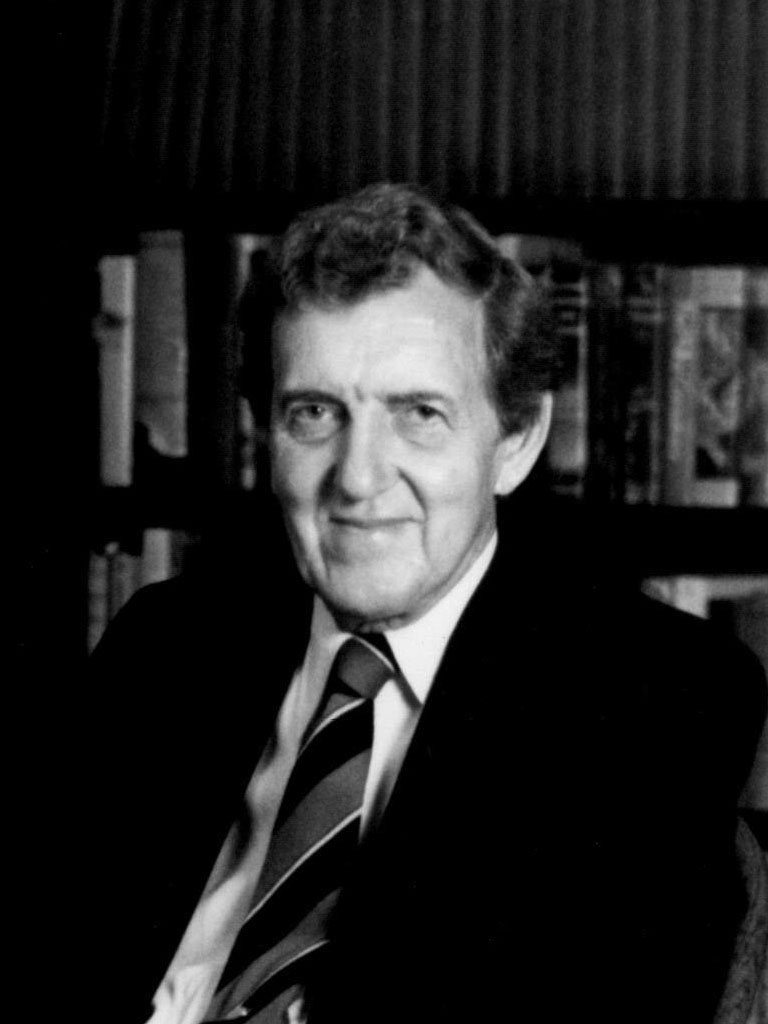
에드먼드 머스키

- 리처드 웨슬리: 제2순회 연방항소법원 판사 2003-
- 마이런 테일러: US 스틸 회장 1932-1938
- 마이클 펑크: 미국 WTO 대사 2011-
- 마크 베넷: 제9순회 연방항소법원 판사 2018-
- 바버 코너블: 세계은행 총재 1986-1991
- 박병대: 대한민국 대법관 2011-
- 박홍우: 서울행정법원장 2012-2014, 대전고등법원장 2014-
- 밥 드프이: 메이저 리그 회장 2002-2010
- 배리 앨빈: 뉴저지 대법원 판사 2002-
- 새뮤얼 피어스: 미국 미국 주택도시개발부 장관 1981-1989
- 솔 리노위츠: 제록스 회장 1961-1966
- 송상현 (JSD): 전 국제형사재판소 소장 2009-2015
- 앤 패터슨: 뉴저지 대법원 판사 2011-
- 에드먼드 머스키: 미국 국무장관 1980-1981; 미국 연방 상원의원 1959-1980; 메인주 주지사 1955-1959; 미국 민주당 부통령 후보 1968
- 에이미 세인트 이브: 제7순회 연방항소법원 판사 2018-
- 윌리엄 로저스: 미국 법무장관 1957-1961, 국무장관 1969-1973
- 이인규: 대한민국 대검찰청 중앙수사부 부장 2009
- 조희대: 대한민국 대법관 2014-
- 프랭크 로젠펠트: MGM 최고경영자 1972-1981
- 피터 홀: 제2순회 연방항소법원 판사 2004-
- 차이잉원: 중화민국의 총통 2016-
- 황궈창: 시대역량 당대표 2015-

## 주요 간행물
- 코넬 로리뷰 (Cornell Law Review)
- 코넬 법과공공정책저널 (Cornell Journal of Law and Public Policy)
- 코넬 국제법저널 (Cornell International Law Journal)
- 코넬 실증법학저널 (Journal of Empirical Legal Studies)
- 코넬 연방대법원 변론 미리보기 (LII Supreme Court Bulletin)

## 관련 문헌
- 미국 로스쿨 유학안내 , A.P.Seoul, 백산출판사, 2000.
- 미국 로스쿨 혼자서 가기(대화로 푸는 로스쿨 진학 안내서), 문봉섭, 서원, 2003.